# Mihai Bravu (gmina w okręgu Tulcza)
Mihai Bravu – gmina w Rumunii, w okręgu Tulcza. Obejmuje miejscowości Mihai Bravu, Satu Nou i Turda. W 2011 roku liczyła 2356 mieszkańców. 